# منتخب الدنمارك لهوكي الجليد للناشئين
منتخب الدنمارك لهوكي الجليد للناشئين هو ممثل الدنمارك الرسمي في المنافسات الدولية في هوكي الجليد للناشئين
.